# Йенсен, Даниэль
Даниэль Монберг Йенсен (дат. Daniel Monberg Jensen; род. 25 июня 1979, Копенгаген) — датский футболист, полузащитник.

## Карьера
В июле 1998 года перешёл в нидерландский «Херенвен», который заметил его благодаря выступлениям за юношескую сборную. В феврале 2002 года был первый раз призван под знамёна датской национальной команды. За «Херенвен» Даниэль провёл более ста матчей, но летом 2003 года у него истёк контракт и на правах свободного агента он подписал в августе контракт с испанским клубом «Реал Мурсия», которому требовалось усиление перед стартом Ла-лиги. Выступления ни у Йенсена, ни у «Мурсии» не пошли, испанский клуб вылетел из Примеры.
В июле 2004 года Йенсен был продан в «Вердер», который заплатил за него один миллион евро. С «Вердером» Йенсен добился определённых успехов в карьере, выиграв в 2006 году Кубок Немецкой Лиги, а в 2009 — Кубок Германии.
7 января 2012 года игрок подписал контракт с итальянским клубом «Новара» сроком до 2013 года.

## Статистика

### Матчи Йенсена за сборную Дании
| Матчи Йенсена за сборную Дании | Матчи Йенсена за сборную Дании | Матчи Йенсена за сборную Дании | Матчи Йенсена за сборную Дании | Матчи Йенсена за сборную Дании | Матчи Йенсена за сборную Дании |
| ------------------------------ | ------------------------------ | ------------------------------ | ------------------------------ | ------------------------------ | ------------------------------ |
| №                              | Дата                           | Соперник                       | Счёт                           | Голы Йенсена                   | Соревнование                   |
| 1                              | 13 февраля 2002                | Саудовская Аравия              | 1:0                            | —                              | Товарищеский матч              |
| 2                              | 16 ноября 2003                 | Англия                         | 3:2                            | —                              | Товарищеский матч              |
| 3                              | 18 февраля 2004                | Турция                         | 1:0                            | —                              | Товарищеский матч              |
| 4                              | 31 марта 2004                  | Испания                        | 0:2                            | —                              | Товарищеский матч              |
| 5                              | 28 апреля 2004                 | Шотландия                      | 1:0                            | —                              | Товарищеский матч              |
| 6                              | 30 мая 2004                    | Эстония                        | 2:2                            | —                              | Товарищеский матч              |
| 7                              | 5 июня 2004                    | Хорватия                       | 1:2                            | —                              | Товарищеский матч              |
| 8                              | 14 июня 2004                   | Италия                         | 0:0                            | —                              | Чемпионат Европы 2004          |
| 9                              | 18 июня 2004                   | Болгария                       | 2:0                            | —                              | Чемпионат Европы 2004          |
| 10                             | 22 июня 2004                   | Швеция                         | 2:2                            | —                              | Чемпионат Европы 2004          |
| 11                             | 17 ноября 2004                 | Грузия                         | 2:2                            | —                              | Чемпионат мира 2006 (отбор)    |
| 12                             | 9 февраля 2005                 | Греция                         | 1:2                            | —                              | Чемпионат мира 2006 (отбор)    |
| 13                             | 26 марта 2005                  | Казахстан                      | 3:0                            | —                              | Чемпионат мира 2006 (отбор)    |
| 14                             | 2 июня 2005                    | Финляндия                      | 1:0                            | —                              | Товарищеский матч              |
| 15                             | 8 июня 2005                    | Албания                        | 3:1                            | —                              | Чемпионат мира 2006 (отбор)    |
| 16                             | 17 августа 2005                | Англия                         | 4:1                            | —                              | Товарищеский матч              |
| 17                             | 12 октября 2005                | Казахстан                      | 2:1                            | —                              | Чемпионат мира 2006 (отбор)    |
| 18                             | 1 марта 2006                   | Израиль                        | 2:0                            | —                              | Товарищеский матч              |
| 19                             | 27 мая 2006                    | Парагвай                       | 1:1                            | —                              | Товарищеский матч              |
| 20                             | 31 мая 2006                    | Франция                        | 0:2                            | —                              | Товарищеский матч              |
| 21                             | 1 сентября 2006                | Португалия                     | 4:2                            | —                              | Товарищеский матч              |
| 22                             | 6 сентября 2006                | Исландия                       | 2:0                            | —                              | Чемпионат Европы 2008 (отбор)  |
| 23                             | 7 октября 2006                 | Северная Ирландия              | 0:0                            | —                              | Чемпионат Европы 2008 (отбор)  |
| 24                             | 11 октября 2006                | Лихтенштейн                    | 4:0                            | 1                              | Чемпионат Европы 2008 (отбор)  |
| 25                             | 15 ноября 2006                 | Чехия                          | 1:1                            | —                              | Товарищеский матч              |
| 26                             | 6 февраля 2007                 | Австралия                      | 3:1                            | 1                              | Товарищеский матч              |
| 27                             | 24 марта 2007                  | Испания                        | 1:2                            | —                              | Чемпионат Европы 2008 (отбор)  |
| 28                             | 28 марта 2007                  | Германия                       | 1:0                            | —                              | Товарищеский матч              |
| 29                             | 2 июня 2007                    | Швеция                         | 0:3                            | —                              | Чемпионат Европы 2008 (отбор)  |
| 30                             | 6 июня 2007                    | Латвия                         | 2:0                            | —                              | Чемпионат Европы 2008 (отбор)  |
| 31                             | 22 августа 2007                | Ирландия                       | 0:4                            | —                              | Товарищеский матч              |
| 32                             | 8 сентября 2007                | Швеция                         | 0:0                            | —                              | Чемпионат Европы 2008 (отбор)  |
| 33                             | 13 октября 2007                | Испания                        | 1:3                            | —                              | Чемпионат Европы 2008 (отбор)  |
| 34                             | 17 октября 2007                | Латвия                         | 3:1                            | —                              | Чемпионат Европы 2008 (отбор)  |
| 35                             | 21 ноября 2007                 | Исландия                       | 3:0                            | —                              | Чемпионат Европы 2008 (отбор)  |
| 36                             | 6 февраля 2008                 | Словения                       | 2:1                            | —                              | Товарищеский матч              |
| 37                             | 20 августа 2008                | Испания                        | 0:3                            | —                              | Товарищеский матч              |
| 38                             | 6 сентября 2008                | Венгрия                        | 0:0                            | —                              | Чемпионат мира 2010 (отбор)    |
| 39                             | 10 сентября 2008               | Португалия                     | 3:2                            | 1                              | Чемпионат мира 2010 (отбор)    |
| 40                             | 11 октября 2008                | Мальта                         | 3:0                            | —                              | Чемпионат мира 2010 (отбор)    |
| 41                             | 11 февраля 2009                | Греция                         | 1:1                            | —                              | Товарищеский матч              |
| 42                             | 28 марта 2009                  | Мальта                         | 3:0                            | —                              | Чемпионат мира 2010 (отбор)    |
| 43                             | 1 апреля 2009                  | Албания                        | 3:0                            | —                              | Чемпионат мира 2010 (отбор)    |
| 44                             | 14 октября 2009                | Венгрия                        | 0:1                            | —                              | Чемпионат мира 2010 (отбор)    |
| 45                             | 14 ноября 2009                 | Республика Корея               | 0:0                            | —                              | Товарищеский матч              |
| 46                             | 18 ноября 2009                 | США                            | 3:1                            | —                              | Товарищеский матч              |
| 47                             | 3 марта 2010                   | Австрия                        | 1:2                            | —                              | Товарищеский матч              |
| 48                             | 1 июня 2010                    | Австралия                      | 0:1                            | —                              | Товарищеский матч              |
| 49                             | 5 июня 2010                    | ЮАР                            | 0:1                            | —                              | Товарищеский матч              |
| 50                             | 19 июня 2010                   | Камерун                        | 2:1                            | —                              | Чемпионат мира 2010            |
| 51                             | 8 октября 2010                 | Португалия                     | 1:3                            | —                              | Чемпионат Европы 2012 (отбор)  |
| 52                             | 17 ноября 2010                 | Чехия                          | 0:0                            | —                              | Товарищеский матч              |

Итого: 52 матча / 3 гола; 26 побед, 12 ничьих, 14 поражений.

## Достижения
- Обладатель Кубка немецкой лиги: 2006
- Обладатель Кубка Германии: 2008/09